# Abraxas fulvapicata
Abraxas fulvapicata là một loài bướm đêm trong họ Geometridae.